# Weckerath
Weckerath ist ein Ortsteil der Großgemeinde Büllingen in der Deutschsprachigen Gemeinschaft (DG) im äußersten Osten Belgiens. Es liegt in einer durch landwirtschaftliches Grünland geprägten Region, dem Manderfelder Land bzw. Treeschland, und zählt 76 Einwohner.

## Geographie
Der Ort liegt rund 2 Kilometer südöstlich des Dorfes Manderfeld, 13 Kilometer südöstlich des Hauptorts Büllingen sowie rund 12 Kilometer nördlich von Prüm. Unmittelbar südlich der Ortslage verläuft die deutsch-belgische Grenze; die Our fließt westlich des Dorfes in südlicher Richtung.

## Geschichte
Weckerath entstand als  Rodesiedlung (die Endung „-rath“ weist darauf hin) zu einem Zeitpunkt, als die Fränkische Landnahme neues Siedlungsland erschloss. Im Jahr 1538 wurde der Ort als „Weckerode“ erwähnt. Bis 1977 gehörte Weckerath zur Gemeinde Manderfeld, bevor diese mit Büllingen zusammengeschlossen wurde.